# شارع دينار
شارع دينار هو شارع رئيسي ذو ممرين مزدحم في شمال شرق مدينة البصرة، يبدأ من منطقة الطويسة إلى فلكة البحرية محاذياً غرب شط العرب، بين منطقتي العشار والمعقل، طاقته التصميمية اليومية 27 ألف سيارة، والاستعمال الفعلي 89984 سيارة حتى سنة 2012.
| اسمه               | طوله          | عرض الممرين معاً | عرض الجزرة الوسطية | عرض الرصيفين |
| شارع مالك بن دينار | 11.4 كيلومتراً | 18 متراً         | 8.15               | 20 متراً      |